# Ctenus narashinhai
Ctenus narashinhai är en spindelart som beskrevs av Patel och C. Adinarayana Reddy 1988. Ctenus narashinhai ingår i släktet Ctenus och familjen Ctenidae. Inga underarter finns listade i Catalogue of Life.